# Brazil (film)
Brazil – brytyjska tragikomedia filmowa z 1985 roku w reżyserii Terry’ego Gilliama, do której scenariusz napisali wspólnie Gilliam, Tom Stoppard i Charles McKeown. Główną rolę zagrał Jonathan Pryce, a w pozostałych wystąpili m.in. Robert De Niro, Kim Greist, Michael Palin, Katherine Helmond, Bob Hoskins i Ian Holm. Zdjęcia kręcono w Londynie i rezydencji Mentmore Towers (hrabstwo Buckinghamshire).
Brazil nawiązuje do powieści George’a Orwella Rok 1984. Poza Stanami Zjednoczonymi wyświetlano trwającą 142 minuty wersję reżyserską. W Stanach Zjednoczonych początkowo planowano emitować film w krótszej „telewizyjnej” wersji (94 minuty); ostatecznie do amerykańskich kin weszła 132-minutowa wersja zaakceptowana przez reżysera.
W Polsce, film był objęty cenzurą aż do upadku komunizmu. Premiera kinowa odbyła się w lipcu 1990.
Film zdobył nagrodę Los Angeles Critics Award dla najlepszego filmu, dwie nagrody BAFTA (najlepsza scenografia, najlepsze efekty specjalne) oraz dwie nominacje do Oscara za scenariusz oryginalny i scenografię.

## Fabuła
Brazil, którego tytuł nawiązuje do brazylijskiej piosenki z 1939 roku Aquarela do Brasil, jest historią urzędnika Sama Lowry'ego, żyjącego w bliżej nieokreślonym totalitarnym państwie w XX wieku. Zakochany w pięknej dziewczynie, w wyniku banalnej pomyłki (komputer drukuje list gończy z nazwiskiem szewca nazywającego się Buttle, zamiast człowieka podejrzanego o terroryzm, Tuttle) ginie niewinny człowiek i Sam staje się nagle wrogiem systemu.